# 鉄道ゼミナール
『鉄道ゼミナール』（てつどうゼミナール）は、タイトーがニンテンドーDS向けに発売したている、鉄道を題材としたゲームソフトのシリーズである。
2008年3月にJR7社を題材にした『鉄道ゼミナール -JR編-』（てつどうゼミナール ジェイアールへん）が発売され、続いて2009年1月に大手私鉄16社を題材にした『鉄道ゼミナール -大手私鉄編-』（てつどうゼミナール おおてしてつへん）が発売されている。

## JR編
2008年3月27日に第1作『鉄道ゼミナール -JR編-』が発売された。なお、この製品に収録のデータは、2007年時点のものである。
北海道・東日本・東海・西日本・四国・九州の旅客6社及び貨物のJR7社許諾・承認済みであることが特徴。タイトルロゴの「鉄道ゼミナール」の文字は前記7社のコーポレートカラーの順に並んでいる。以下の4種類の内容が収録されている。

### 鉄道検定
初級・中級・上級・特級・超特級の5種類のランクで、いずれも25問出題。鉄道の知識を試すことができる。収録問題数は計1500問。
各ランクとも配点は1問あたり4点で、80点（20問正解）以上で合格となる。なお、特級は上級に、超特級は特級に合格していないと受けることができない。
なお、体験モードとして、初級～上級の範囲から10問が出題される「おためし検定」が別に用意されている。

### 車両ガイド
ムカイヤくんがランダムで新幹線・特急車両・急行近郊車両・通勤車両・機関車・イベント車両・貨車・事業用車両の8種類から、それぞれ4つの車両の説明をする。読み進めていくことで、読み物やフレームといったコンテンツが増える。

### 車両図鑑
車両ガイドに収録されている鉄道車両のほか、用語、鉄道関連の博物館を調べることができる。

### 読み物
向谷実による鉄道コラムや、鉄道に関する豆知識、はやのんによる鉄道4コマ漫画が収録されている。
車両ガイドの閲覧具合で閲覧可能な内容が増えてゆく。

### 登場キャラクター
- きっぷくん - きっぷをデフォルメしたキャラクター。全体のナビゲーション担当。
- ムカイヤくん - 向谷をモデルにしたキャラクター。車両ガイド・鉄道検定のナビゲーション担当。

## 大手私鉄編
2009年1月22日、シリーズ第2作となる『鉄道ゼミナール -大手私鉄編-』が発売された。大手私鉄16社の許諾済み商品となっている。

### 登場キャラクター
- テツモくん - ICカードをデフォルメしたキャラクター。ゲームの説明などをしてくれる。
- ムカイヤくん - 前作に引き続いて登場するが、キャラクターデザインが大幅に変更された。

### 主な追加要素
- 鉄道検定は事業者ごとに出題される「各社検定」が追加される。また、各社検定ではSUPER BELL''Zがキャラクターとして登場する。
- ミニトレ
  - 各社の代表的な車両の3Dデフォルメモデルで、車両ガイドを閲覧したり、各社・総合・サバイバル検定を合格もしくは満点合格すると入手出来る。入手した車両はゲーム上でレイアウトを作成して遊ぶことができる。なお、基本5種+スペシャルミニトレの計6種で構成されている。

スペシャルミニトレの一覧
- 東武1720系
- 西武5000系
- 京成AE形（初代）
- 京王5000系（初代）
- 小田急3000形（SE）
- 東急5000系（初代）
- 京急230形
- 営団300形
- 相鉄5000系（初代）
- 名鉄7000系
- 近鉄10000系
- 南海21000系
- 京阪1700系
- 阪急100形
- 阪神3011形
- 西鉄1000形